# 25 O'Clock
Albums de The Dukes of Stratosphear
Psonic Psunspot
(1987)
Singles
1. The Mole from the Ministry
Sortie : avril 1985

25 O'Clock est le premier album enregistré par le groupe XTC sous le pseudonyme « The Dukes of Stratosphear », sorti en avril 1985.
Ce court album (moins d'une demi-heure) est un pastiche du rock psychédélique des années 1960. Un deuxième album dans la même veine, Psonic Psunspot, sort deux ans plus tard, toujours sous le nom des « Dukes ».

## Titres
Toutes les chansons sont de Sir John Johns, sauf mention contraire.

### Face 1
1. 25 O'Clock – 5:01
2. Bike Ride to the Moon – 2:24
3. My Love Explodes – 3:54

### Face 2
1. What in the World??... (The Red Curtain) – 5:01
2. Your Gold Dress – 4:38
3. The Mole from the Ministry – 5:50

### Titres bonus
La réédition CD de 25 O'Clock parue chez Ape House (le label d'Andy Partridge) en 2009 inclut neuf titres bonus :
1. 25 O'Clock (démo) – 2:25
2. Bike Ride to the Moon (démo) – 1:30
3. My Love Explodes (démo) – 1:54
4. What in the World??... (démo) (The Red Curtain) – 3:40
5. Nicely Nicely Jane (démo) – 1:17
6. Susan Revolving (démo) – 1:24
7. Black Jewelled Serpent of Sound (Radio Caroline edit) – 2:17
8. Open a Can of Human Beans (The Red Curtain) – 4:44
9. Tin Toy Clockwork Train – 3:17

## Musiciens
- Sir John Johns (Andy Partridge) : guitare, chant
- The Red Curtain (Colin Moulding) : basse, chant
- Lord Cornelius Plum (Dave Gregory) : claviers
- E.I.E.I. Owen (Ian Gregory) : batterie